# ArchBang Linux
ArchBang Linux es una distribución de GNU/Linux sencilla y ligera basada en Arch Linux con el gestor de ventanas Openbox, siguiendo el sistema rolling release. ArchBang es especialmente adecuado para un alto rendimiento en hardware antiguo o de gama baja con recursos limitados. El objetivo de ArchBang es proporcionar una distribución GNU/Linux basada en Arch que pueda ser utilizada inmediatamente después de su instalación con un pre-configurado suite de escritorio Openbox, adhiriéndose a los principios de Arch.
ArchBang también ha sido recomendada como un método de instalación rápida de Arch Linux para personas que tienen experiencia en la instalación de Arch, pero quieren evitar la instalación predeterminada más exigente de Arch Linux cuando lo reinstalan en otra PC.

## Historia
Inspirada en CrunchBang Linux, ArchBang fue originalmente concebida y fundada en un hilo publicado en los Foros de Crunchbang por Willensky Aristide (también conocido como "Will X TrEmE"). Aristide quería un rolling release con la configuración de Openbox que venía con CrunchBang. Arch Linux proporciona el sistema rolling release configurable que se necesita como base para el escritorio Openbox. Con el apoyo y la ayuda de muchos en la comunidad CrunchBang, y la adición de desarrollador Pritam Dasgupta (también conocido como "sHyLoCk"), el proyecto comenzó a tomar forma. El objetivo era hacer que Arch Linux se parezca a CrunchBang.
A partir del 16 de abril de 2012, el nuevo líder del proyecto es Stan McLaren.

## Instalación
ArchBang está disponible como un archivo ISO x86-64 para la instalación de Live CD o instalado en una unidad USB. El Live CD ArchBang está diseñado para permitir al usuario probar el sistema operativo antes de la instalación.
ArchBang viene con un script de instalación gráfica Arch Linux modificado para la instalación y también proporciona una guía paso a paso sencilla y fácil de seguir.